# Le Meux
Le Meux is een gemeente in het Franse departement Oise (regio Hauts-de-France). De plaats maakt deel uit van het arrondissement Compiègne. Le Meux telde op 1 januari 2022 2.310 inwoners.

## Geografie
De oppervlakte van Le Meux bedroeg op 1 januari 2022 7,8 vierkante kilometer; de bevolkingsdichtheid was toen 296,2 inwoners per km².

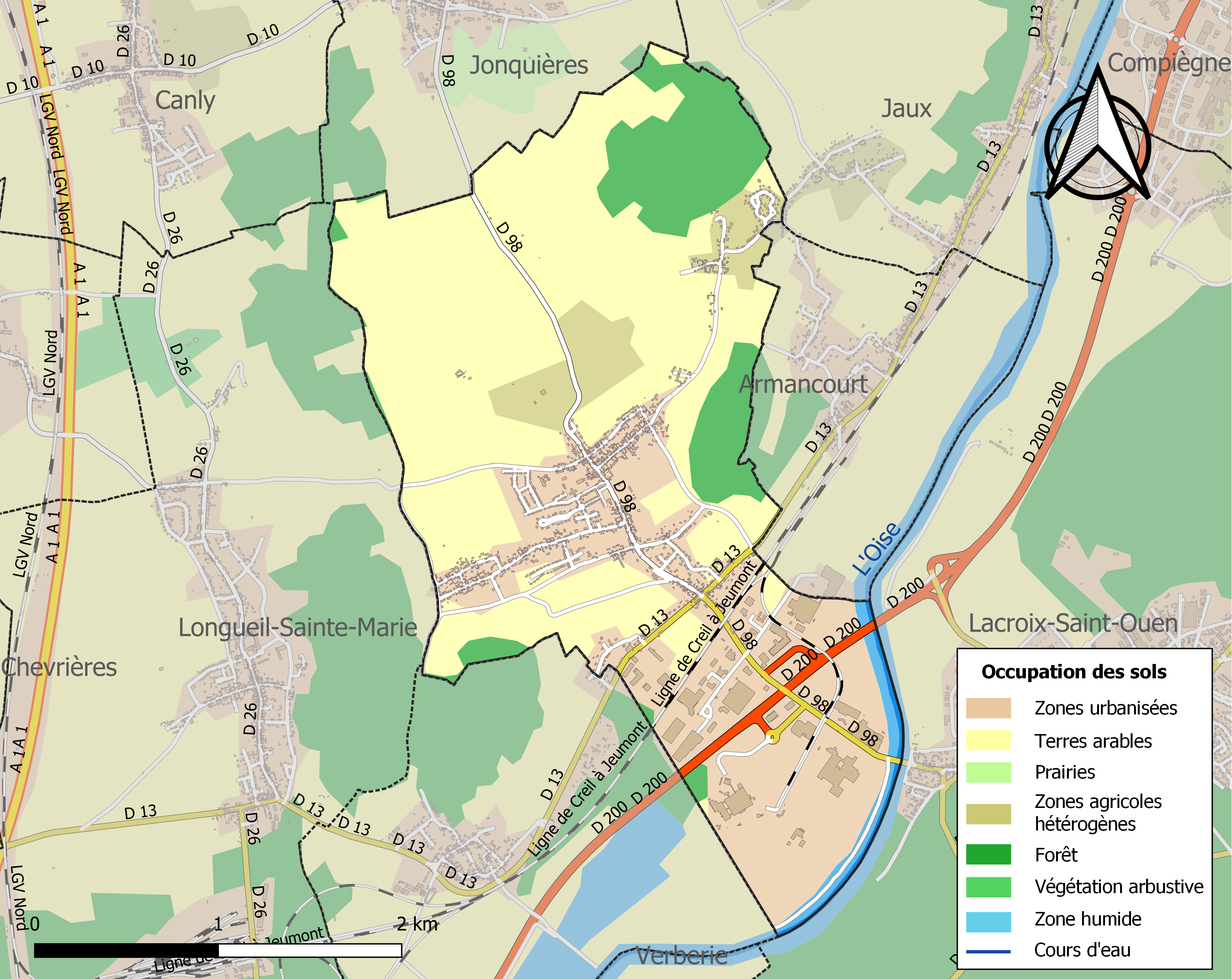
Kaart van de gemeente met belangrijkste infrastructuur, bodemgebruik en omliggende gemeenten

## Demografie
Onderstaande figuur toont het verloop van het inwonertal (bron: INSEE-tellingen).